# Tatsuhiko Kubo
Tatsuhiko Kubo (n. Fukuoka, Japón; 18 de junio de 1976) es un futbolista japonés que se desempeñaba como delantero.

## Clubes
| Club                | País  | Año         |
| ------------------- | ----- | ----------- |
| Sanfrecce Hiroshima | Japón | 1995 - 2002 |
| Yokohama F. Marinos | Japón | 2003 - 2006 |
| Yokohama FC         | Japón | 2007        |
| Sanfrecce Hiroshima | Japón | 2008 - 2009 |
| Zweigen Kanazawa    | Japón | 2010 - 2011 |